# Kaan Kurt
Kaan Kurt (* 21. Dezember 2001 in Moers) ist ein deutscher Fußballspieler. Er stand zuletzt beim TSV 1860 München unter Vertrag.

## Karriere
Kaan Kurt durchlief die Jugendstationen bei FC Schalke 04, MSV Duisburg und Borussia Mönchengladbach.
In der Saison 2019/20 stand er erstmals im Kader der Profimannschaft von Mönchengladbach, kam jedoch zu keinem Einsatz. Er wurde ausschließlich in der zweiten Mannschaft eingesetzt und kam hier in der Regionalliga West vier Spielzeiten zu 95 Einsätzen, in denen er zwei Tore erzielen konnte.
Zur Saison 2023/24 wechselte er in die 3. Liga zum TSV 1860 München. Hier kam er am ersten Spieltag bei einem 2:0-Sieg gegen Waldhof Mannheim zu seinem ersten Profieinsatz. Im Sommer 2024 verließ er den Verein wieder.